# 六方會談 (韓國綜藝)
《六方會談》（韓語：6자회담），為韓國KBS2電視台於2019年推出的綜藝節目，由金希澈、張度練、李敬揆、張東民、金龍萬、朴明洙等人主持，節目主軸為由六位公認的代表綜藝人聚在一起，對政治、社會、文化、藝術等世界上的所有主題都是很順利地討論。

## 外部連結
- Daum上《六方會談》的資料